# سلم‌آباد (خوسف)
سلم آباد روستایی است از توابع بخش جلگه ماژان شهرستان خوسف، واقع در استان خراسان جنوبی که بر اساس سرشماری سال ۱۳۸۵ مرکز آمار ایران، جمعیت آن بالغ بر ۴۶۳ نفر بوده‌است.
به این روستا سرکاریز نیز گفته می‌شود و دلیل آن وجود کاریزهای زیادی می‌باشد که در این روستا وجود دارد که مهم‌ترین آن کاریز خود روستا که آب آن همیشه ثابت می‌باشد و وجود کاریز روستای گیو که سرچشمه آن در روستای سلم آباد می‌باشد این یکی از عجیب‌ترین کاریزهای حفر شده در منطقه می‌باشد چون حجم آبدهی آن نیز بسیار بالا می‌باشد و از طرفی ورود به مظهر این قنات غیرممکن است
از ویژگی‌های روستای سلم آباد ویژگی کشاورزی آن می‌باشد که به عنوان قطب کشاورزی منطقه نیز محسوب می‌شود و به همین دلیل یکی از روستاهای می‌باشد که رشد جمعیت آن مثبت و مهاجرت معکوس داشته‌است. همچنین در این روستا آثار تاریخی قبل از اسلام نیز وجود دارد. گفتنی است روستای سلم آباد دارای بزرگ‌ترین سد خاکی شرق کشور با ظرفیت آبگیری ۴٫۹میلیون متر مکعب می‌باشد؛ و هم‌اکنون بخشی از این سد آبگیری شده که در صورت حمایت مسئولین می‌تواند تبدیل به قطب گردشگری و تولید آبزیان و رونق کشاورزی شود.